# Antonius de Ciudad Rodrigo
Antonius de Ciudad Rodrigo (falecido em 13 de setembro de 1553) foi um prelado católico romano que serviu como segundo bispo de Guadalajara (1552–1553).

## Biografia
Antonius de Ciudad Rodrigo foi ordenado sacerdote na Ordem dos Frades Menores. Em 1552, foi nomeado pelo Rei da Espanha e confirmado pelo Papa Júlio III como o segundo Bispo de Guadalajara. Serviu como Bispo de Guadalajara até à sua morte a 13 de setembro de 1553.